# Pierre Baguette Cycling
Pierre Baguette Cycling ist ein slowakisches Radsportteam mit Sitz in Sládkovičovo.

## Organisation und Geschichte
Das Radsportteam wurde unter dem Namen BRS Kaktus Bike 2022 gegründet und fungierte während der Saison als Amateurteam. Der bekannteste Fahrer des Teams war der slowakische Radsportler Marek Čanecký. Zur Saison 2023 erhielt das Team eine Lizenz als Continental Team und als sportlicher Leiter wurde der ehemalige slowakische Radsportler Juraj Sagan verpflichtet. 
Neben Marek Čanecký, der dem Team erhalten blieb, wurde als bekanntester Fahrer der slowakische Radsportler Adam Foltán verpflichtet. Zur Saison 2024 wurde Peter Sagan Mitglied im Team, um sich auch mit einigen Straßenradrennen auf die Olympische Sommerspiele 2024 vorzubereiten.
Die ersten beiden internationalen Siege für das Team erzielte Martin Voltr im Rahmen des Visegrád 4 Bicycle Race 2024 mit dem Gewinn des GP Czech Republic und des GP Slovakia.

## Erfolge als UCI Continental Team
| Rennserie                 | 2023 | 2024 |
| ------------------------- | ---- | ---- |
| UCI ProSeries             | -    | -    |
| UCI Continental Circuits  | -    | 3    |
| nationale Meisterschaften | -    | -    |

## Platzierungen in der UCI-Weltrangliste
| World Ranking | World Ranking | World Ranking          | World Ranking |
| Jahr          | Teamwertung   | Einzelwertung          |               |
| ------------- | ------------- | ---------------------- | ------------- |
| 2023          | 134.          | Marek Čanecký (1001. ) |               |
| 2024          | 115.          | Martin Voltr (535. )   |               |
|               |               |                        |               |
| Quelle: UCI   |               |                        |               |